# Korps Veldartillerie

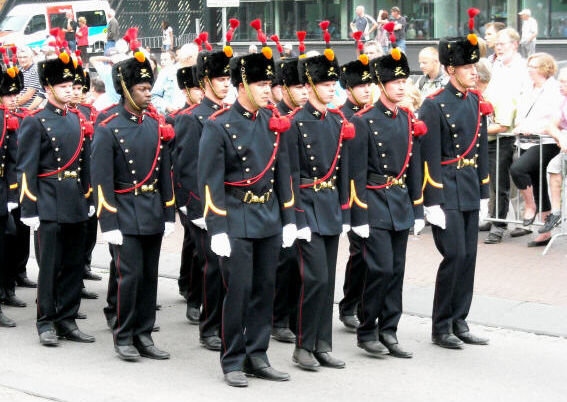
Detachement van het Korps Veldartillerie (14Afdva) in ceremonieel tenue, Veteranendag, Den Haag, 27 juni 2009

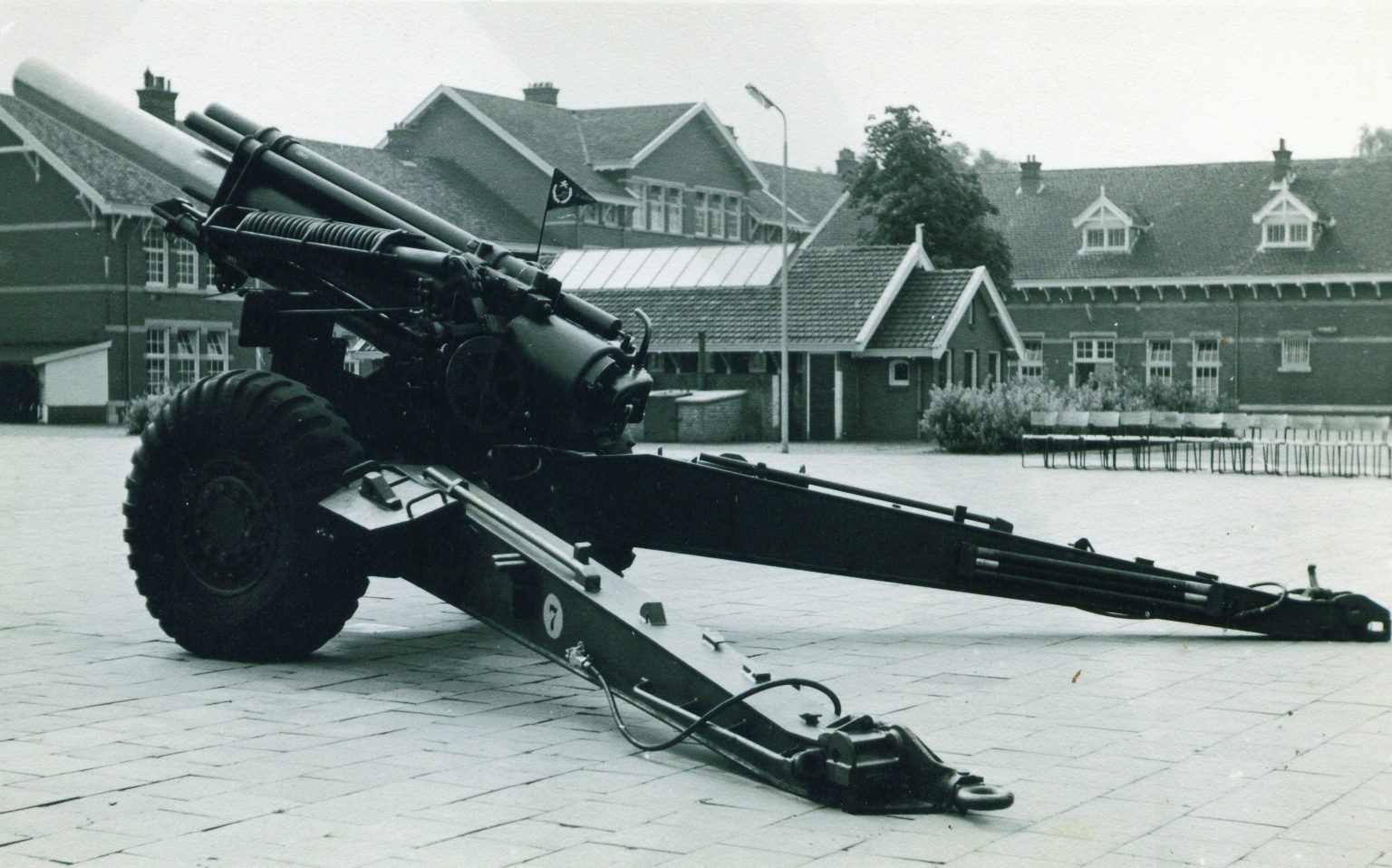
M114 155 mm Houwitser van de 14 Afdva in de Van Essenkazerne in Ede

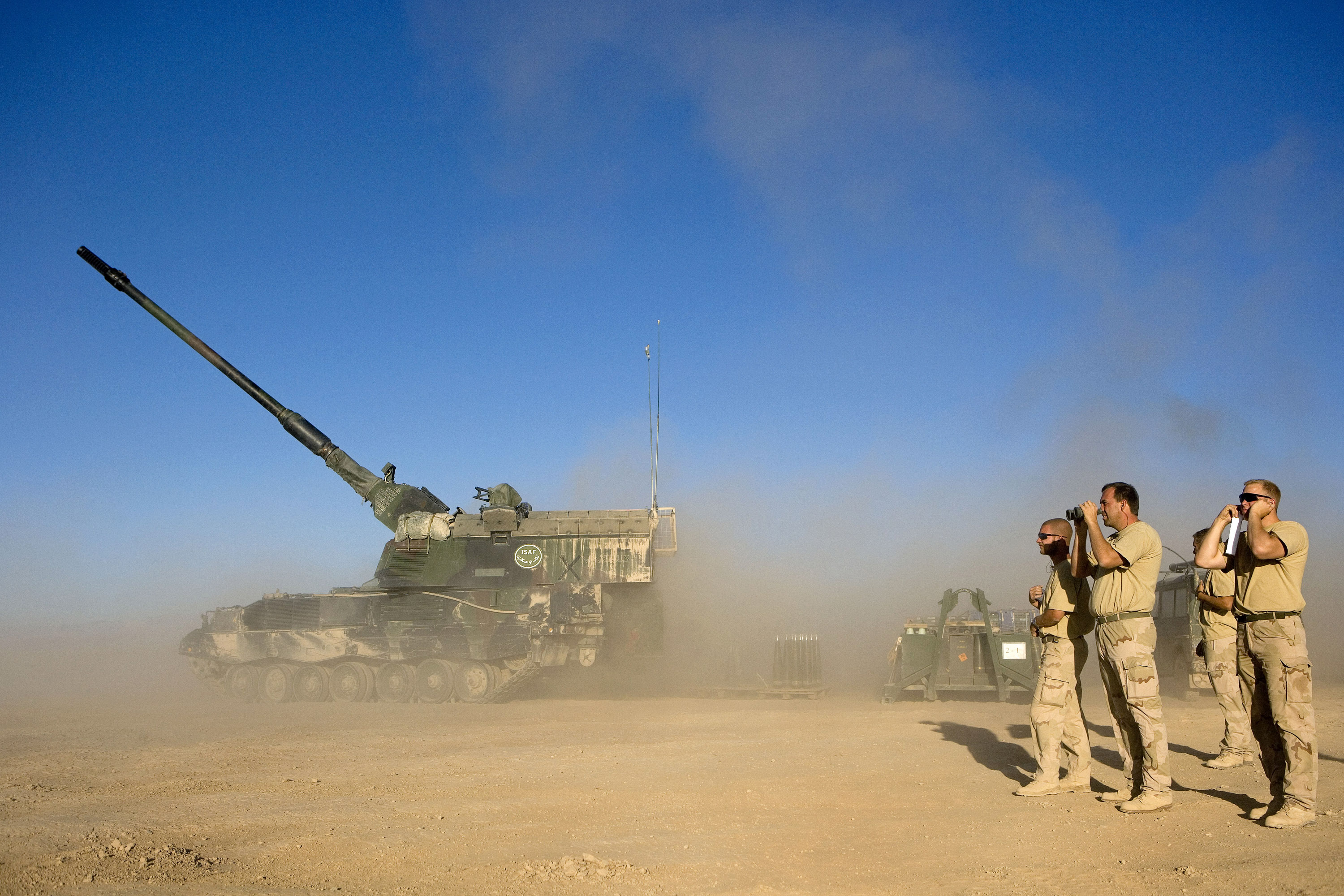
14 Afdva (B-batterij, C-peloton) met PzH 2000 in kamp Holland, Tarin Kowt

Het Korps Veldartillerie is een korps van de Nederlandse Koninklijke Landmacht. Voorts is het Korps Veldartillerie het moederregiment van de Koninklijke Studenten Schietvereeniging, de Amsterdamse studentenweerbaarheid.

## Geschiedenis
In 1677 werden in het Staatse leger 6 artilleriecompagnieën opgericht. Hier ligt ook de oorsprong van het huidige Korps Veldartillerie. Het korps omvat alle artillerie-eenheden die niet tot de rijdende, de luchtdoel- en de vestingartillerie behoren. Het huidige korps ontstond in 1974 uit de samenvoeging van drie naamregimenten van de veldartillerie. Die waren in 1950 in de plaats gekomen van de nummerregimenten.

### 14 Afdeling Veldartillerie
Op 12 januari 1958 werd te Ede de 14e Afdeling Veldartillerie (14 Afdva) opgericht. Deze afdeling was uitgerust met de getrokken M114 155mm houwitser. Reeds in 1959 won de afdeling voor de eerste keer de Lucardiprijs, de jaarlijks toegekende prijs voor de beste afdeling veldartillerie binnen de Koninklijke Landmacht. De afdeling verhuisde in 1968 naar Nunspeet. Een jaar later werd de getrokken houwitser M114 vervangen door de gemechaniseerde 155mm houwitser M109. Op 1 september 1975 werd de afdeling mobilisabel gesteld.
In 1998 werd begonnen met het opnieuw paraat stellen van de afdeling en op 28 juni 2000 werd de afdeling officieel paraat gesteld. De afdeling was toen gelegerd op de Luitenant-kolonel Tonnetkazerne in 't Harde. In de navolgende jaren werd personeel van 14 Afdva uitgezonden naar Bosnië, Kosovo en Macedonië. De afdeling leverde vuursteun aan de gevechtseenheden van de 43 Gemechaniseerde Brigade. Tevens kon de afdeling ingezet worden voor gebiedsbeveiliging of bewaking tijdens een crisisbeheersingsoperatie.
Eind 2005 startte de afdeling met de omschakeling naar de moderne 155mm houwitser PzH 2000, de langverwachte opvolger van de M109. Een jaar later gingen drie nieuwe PzH 2000's mee op uitzending naar de Zuid-Afghaanse provincie Uruzgan, als onderdeel van de internationale troepenmacht ISAF. Tot de beëindiging van de Nederlandse bijdrage aan ISAF op 1 augustus 2010 leverde de afdeling regelmatig haar bijdrage aan deze troepenmacht. Afwisselend met de 11e Afdeling Rijdende Artillerie verzorgde de afdeling de vereiste vuursteun. Tevens leverde de afdeling een commandant en personeel voor het Provincial Reconstruction Team (PRT) en een wachtdetachement voor wachttaken in Tarin Kowt en Deh Rawod. De 14 Afdva werd op 25 januari 2013 opgeheven ten gevolge van bezuinigingen.

### VuursteunCommando
Een deel van 14 Afdva ging op in het nieuw gevormde VuursteunCommando (VustCo), de afdeling die de grondgebonden vuursteun levert.